# Robert Shankland
Robert Shankland, né le 10 octobre 1887 à Ayr en Écosse et mort le 20 janvier 1968 à Vancouver en Colombie-Britannique, est un soldat canadien décoré de la croix de Victoria, la plus haute récompense des forces du Commonwealth.

## Biographie
Robert Shankland est né à Ayr en Écosse le 10 octobre 1887. Son père était un gardien de chemin de fer et son premier emploi a été comme commis dans le bureau du chef de gare. Il a déménagé au Canada en 1910 où il travailla comme caissier adjoint pour la Crescent Creamery Company à Winnipeg au Manitoba.

### Carrière militaire
Lorsque la Première Guerre mondiale éclata, il s'enrôla au sein du 43e Bataillon (Cameron Highlanders of Canada) du Corps expéditionnaire canadien en tant que soldat.
Alors au grade de sergent, Robert Shankland a été décoré de la Médaille de conduite distinguée pour ses actions aux bois Sanctuary en 1916. Plus tard, au cours de la même année, il fut alors commissionné comme officier au champ de bataille et continua de servir avec le 43e Bataillon.
Le matin du 26 octobre 1917, Robert Shankland mena son peloton d'une quarantaine d'hommes de la compagnie D sur la crête de la colline à Bellevue Spur, la ligne de tranchée principale défendant les voies d'approche vers Passchendaele. Rapidement, la compagnie D a réussi à prendre et tenir Spur. Cependant, à sa droite, le 58e Bataillon était sous le feu nourri de l'ennemi à partir de la colline Snipe et a dû battre en retraite. Quelques hommes de ce bataillon ont rejoint le peloton de Shankland, mais son flanc droit demeura tout de même à découvert. Pendant quatre heures, son peloton fut sous le feu d'artillerie ennemi et connut de nombreuses pertes. Pendant ce temps, la 8e Brigade à la gauche a été forcée de battre en retraite, laissant les deux flancs du peloton de Shankland à découvert.
Ayant peur d'être isolé de perdre la position vitale qu'il a réussi à capturer, Shankland décida que la seule solution était d'emmener des renforts. Ainsi, il laissa le commandement de son peloton à un autre officier et se rendit, malgré le feu ennemi, au quartier général du bataillon où il donna un rapport au commandant. Il proposa également un plan détaillé pour une contre-attaque avec des renforts. À la suite de cela, il retourna à son peloton afin de mener l'attaque avec les renforts des 52e et 58e Bataillon. Pour ces actions, il a été décoré de la croix de Victoria, la plus prestigieuse récompense des forces du Commonwealth.
Après la guerre, Robert Shankland demeura dans la Milice canadienne avec les Camerons et travailla comme secrétaire et gestionnaire de nombreuses firmes de Winnipeg. Plus tard, il déménagea à Victoria en Colombie-Britannique où il joignit le Canadian Scottish Regiment.
Lorsque la Seconde Guerre mondiale éclata, il retourna à Winnipeg et rejoignit les Camerons. Alors au grade de major, il se rendit outre-mer en tant qu'officier commandant un bataillon. Cependant, à cause de son âge avancé de 53 ans, il ne fut pas envoyé au combat. En 1940, il fut promu lieutenant-colonel et nommé commandant du camp des casernes de détention de l'Armée canadienne en Angleterre.
Robert Shankland prist sa retraite de l'armée en 1946 et devint secrétaire d'une firme de sécurité à Vancouver. Il décéda le 20 janvier 1968 à Vancouver.

## Héritage
Frederick William Hall, Leo Clarke et Robert Shankland vivaient tous sur la rue Pine à Winnipeg au Manitoba. On croit qu'il s'agit de la seule rue au monde où trois récipiendaires de la croix de Victoria ont vécu. La ville a renommé cette rue en « Valour Road » en leur honneur. Une plaque de bronze racontant leur histoire a été posée sur un lampadaire au carrefour de cette rue avec l'avenue Portage.